# Унчешти (Њамц)
Унчешти (рум. Uncești) насеље је у Румунији у округу Њамц у општини Секујени. Oпштина се налази на надморској висини од 254 m.

## Становништво
Према подацима из 2002. године у насељу је живело 172 становника, од којих су сви румунске националности.